# 구엄초등학교
구엄초등학교는 대한민국 제주특별자치도 제주시 애월읍 구엄리에 있는 공립 초등학교이다.

## 학교 연혁
- 1922년 4월 30일 설립인가
- 1923년 4월 1일 사립일신학교 개교
- 1939년 1월 31일 경영권을 구엄공립심상소학교로 인계
- 1939년 5월 25일 구엄공립심상소학교 설립인가
- 1939년 6월 1일 구엄공립심상소학교 개교 (개교기념일)
- 1940년 5월 2일 부설 광령간이학교 인가 개교
- 1941년 4월 1일 구엄공립국민학교 교명 변경
- 1943년 4월 15일 광령간이학교, 광령공립국민학교로 승격 분리
- 1948년 12월 19일 4.3사건으로 건물 전소
- 1950년 6월 1일 구엄국민학교로 교명 변경
- 1981년 3월 9일 구엄국민학교 병설유치원 개원
- 1985년 6월 18일 슬라브 3개 교실 신축
- 1986년 2월 25일 신축교사(3개교실); 앞 화단 자연석 조경
- 1986년 7월 29일 슬라브 4개 교실 및 수세식 변소 1동 신축
- 1996년 3월 1일 구엄초등학교로 교명 변경
- 1999년 2월 25일 본관 3개 교실 증축
- 2000년 9월 30일 7개 교실 및 2개 화장실 수선. 3개 교실 (본관 동쪽); 및 1개 화장실 증축
- 2002년 3월 15일 본관 현관 및 2층 2개 교실 증축
- 2003년 2월 7일 본관 2층 교원 편의실 및 화장실 1동 증축
- 2003년 11월 17일 과학실 및 교사연구실 증축
- 2005년 7월 29일 급식소 증축 및 현대화 시설 공사
- 2007년 8월 28일 과학실 현대화 사업
- 2008년 2월 10일 생각키움터 도서관 개관
- 2008년 9월 16일 다목적교실 및 화장실, 유치원교실 증축, 비가림 우천도로, 급식실 지붕 교체, 도서관 확장
- 2008년 12월 18일 영어체험교실 구축
- 2009년 8월 27일 천연잔디운동장 및 우레탄트랙 조성
- 2010년 6월 18일 방송실 현대화 시설공사
- 2011년 3월 1일 특수학급 1학급 신설
- 2011년 9월 30일 안전교육공원 조성
- 2012년 3월 1일 제24대 강경수 초빙교장 부임
- 2015년 2월 13일 제71회 졸업(남:24명, 여:21명, 총 졸업생 수 4,319명);
- 2015년 3월 1일 10학급 편성
- 2016년 3월 1일 제72회 졸업식(남:17명, 여: 19명, 총 졸업생 수 4,355명);
- 2016년 3월 1일 10학급 편성
- 2017년 2월 9일 제73회 졸업식(남:21명, 여: 20명, 총 졸업생 수 4,396명)
- 2017년 3월 1일 제26대 교장 장승련 부임
- 2017년 3월 1일 제주형 자율학교(다혼디배움학교)지정 · 운영
- 2017년 3월 1일 9(1)학급 편성
- 2017년 3월 10일 본관 2층 2개 교실 휴게실 증축
- 2017년 12월 30일 보건실 · 방송실 현대화 시설공사
- 2018년 1월 4일 교내 수목 전정 및 안전공원 정비, 야외교실 데크 및 간이책상 설치
- 2018년 1월 17일 야외 쉼터 및 배움터지킴이실 설치
- 2018년 3월 1일 제주형자율학교(다혼디배움학교)2년차 운영, 11(1)학급 편성
- 2018년 5월 31일 다목적체육관 착공
- 2018년 6월 27일 후문 주변 데크시설 및 진입로 정비
- 2019년 2월 1일 제75회 졸업식(남: 12명, 여: 20명, 총 졸업생수 4,455명)
- 2019년 3월 1일 12(1)학급 편성
- 2019년 3월 1일 제주형자율학교(다혼디배움학교)재지정 · 운영(2019.03.01.~2023.02.28.)
- 2022년 1월 4일 제78회 졸업식

## 참고 자료
- 구엄초등학교 - 한국교육학술정보원 학교알리미